# Zalaegerszegi TE
Zalaegerszegi TE is een Hongaarse voetbalclub uit Zalaegerszeg.
De roots van de club gaan terug tot in 1912 de tijd van het Keizerrijk Oostenrijk-Hongarije. De Eerste Wereldoorlog legde het voetbal in de stad plat en in 1920 werd Zalaegerszegi TE opgericht.
In 1924 begon de club in de Hongaarse 2de klasse en tien jaar later werd de club kampioen en promoveerde naar de hoogste klasse. Ook de Tweede Wereldoorlog was nefast voor het voetbal in Zalaegerszeg want de club werd geconfisqueerd.
In 1957 werd de club heropgericht maar kon tot de jaren negentig weinig betekenen in het Hongaarse voetbal. In 2002 werd verrassend de titel binnen gehaald. Sindsdien hoort de club, zowel qua toeschouwersaantallen als qua sportieve prestaties, bij de (sub)top in Hongarije. In 2012 degradeerde de club. In 2019 promoveerde de club weer, door het seizoen als kampioen van de Nemzeti Bajnokság II af te sluiten. Met 8 punten voorsprong op de nummer twee.

## Erelijst
- Landskampioen

2002
- Magyar Kupa

2023

## Naamsveranderingen
- 1920 : Opgericht als Zalaegerszegi TE
- 1939 : sluiting club
- 1957 : Zalaegerszegi Vörös Lobogó
- 1957 : Ruhagyár Zalaegerszeg
- 1959 : Zalaegerszegi TE
- 1978 : opslorping Zalaegerszegi Építők
- 1996 : Zalaegerszegi TE FC

## Eindklasseringen vanaf 1972
| 2 |

| 6 |

| 12 |

| 7 |

| 10 |

| 11 |

| 12 |

| 10 |

| 9 |

| 13 |

| 13 |

| 11 |

| 7 |

| 4 |

| 4 |

| 11 |

| 14 |

| 15 |

| ? |

| 2 |

| 16 |

| ? |

| 2 |

| 8 |

| 10 |

| 13 |

| 7 |

| 7 |

| 11 |

| 10 |

| 1 |

| 7 |

| 9 |

| 6 |

| 11 |

| 3 |

| 7 |

| 4 |

| 5 |

| 4 |

| 16 |

| 4 |

| 9 |

| 8 |

| 3 |

| 7 |

| 16 |

| 1 |

| 7 |

| 9 |

| 8 |

| 9 |

| 9 |

| 10 |

| NB I | NB II |

## In Europa
#Q = #kwalificatieronde, #R = #ronde, T/U = Thuis/Uit, W = Wedstrijd, PUC = punten UEFA coëfficiënten .
Uitslagen vanuit gezichtspunt Zalaegerszegi TE
| Seizoen | Competitie        | Ronde | Land              | Club                 | Totaalscore | 1e W    | 2e W       | PUC |
| ------- | ----------------- | ----- | ----------------- | -------------------- | ----------- | ------- | ---------- | --- |
| 2002/03 | Champions League  | 2Q    | Vlag van Kroatië  | NK Zagreb            | 2-2 u       | 1-0 (T) | 1-2 (U)    | 2.0 |
|         |                   | 3Q    | Vlag van Engeland | Manchester United FC | 1-5         | 1-0 (T) | 0-5 (U)    | 2.0 |
| 2002/03 | UEFA Cup          | 1R    | Vlag van Kroatië  | GNK Dinamo Zagreb    | 1-9         | 0-6 (U) | 1-3 (T)    | 2.0 |
| 2007    | Intertoto Cup     | 2R    | Vlag van Rusland  | Roebin Kazan         | 0-5         | 0-3 (T) | 0-2 (U)    | 0.0 |
| 2010/11 | Europa League     | 1Q    | Vlag van Albanië  | SK Tirana            | 0-1         | 0-0 (U) | 0-1 nv (T) | 0.5 |
| 2023/24 | Conference League | 2Q    | Vlag van Kroatië  | NK Osijek            | 1-3         | 0-1 (U) | 1-2 (T)    | 0.0 |

Totaal aantal punten voor UEFA coëfficiënten: 2.5
Zie ook
- Deelnemers UEFA-toernooien Hongarije
- Ranglijst van alle clubs die in de diverse Europa Cups zijn uitgekomen

- Radoslav Král
- Martin Lipčák
- /  Eduvie Ikoba